# Sulzbach (Adelsgeschlecht)

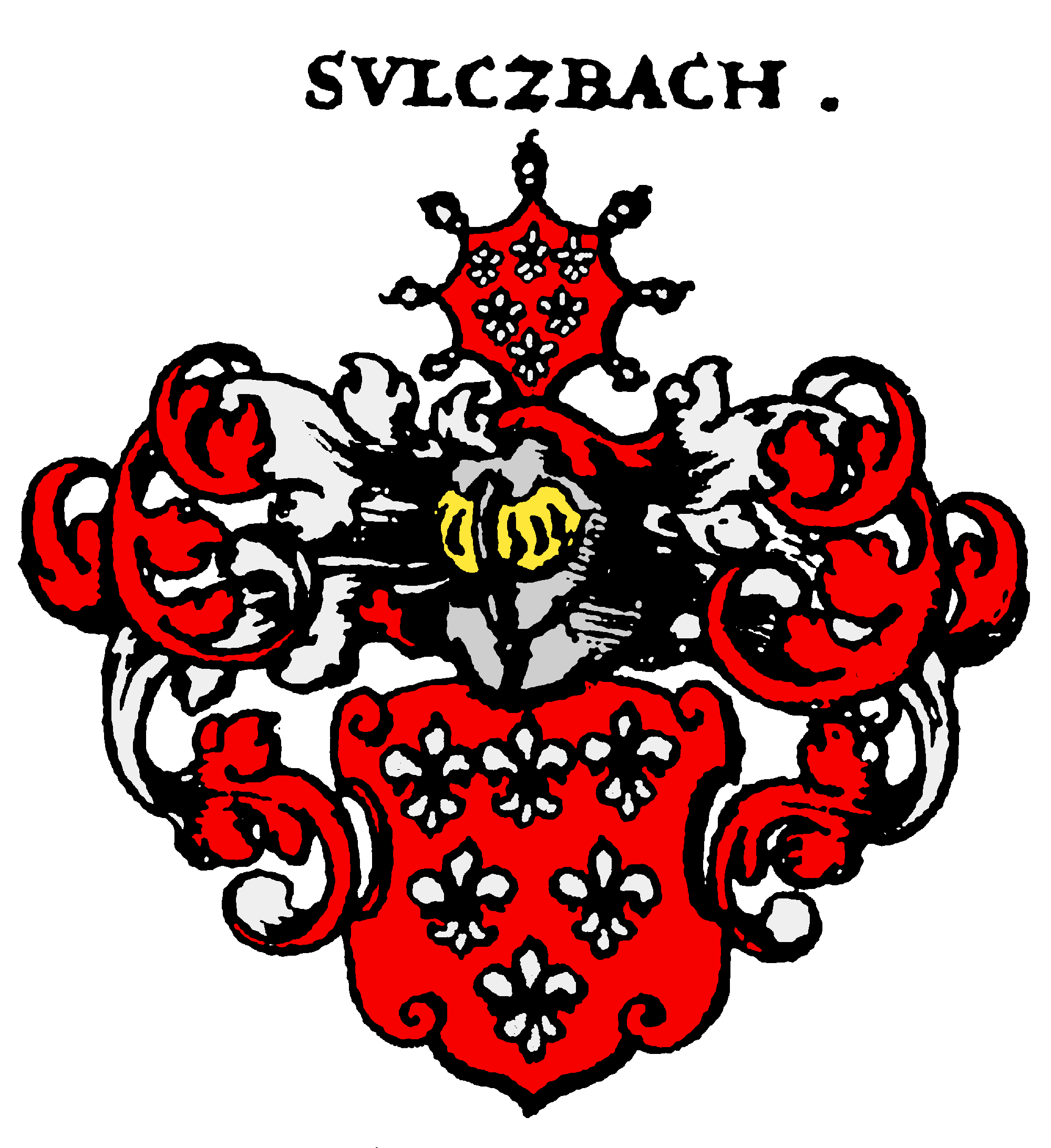
Wappen der Grafen von Sulzbach in Siebmachers Wappenbuch 1702

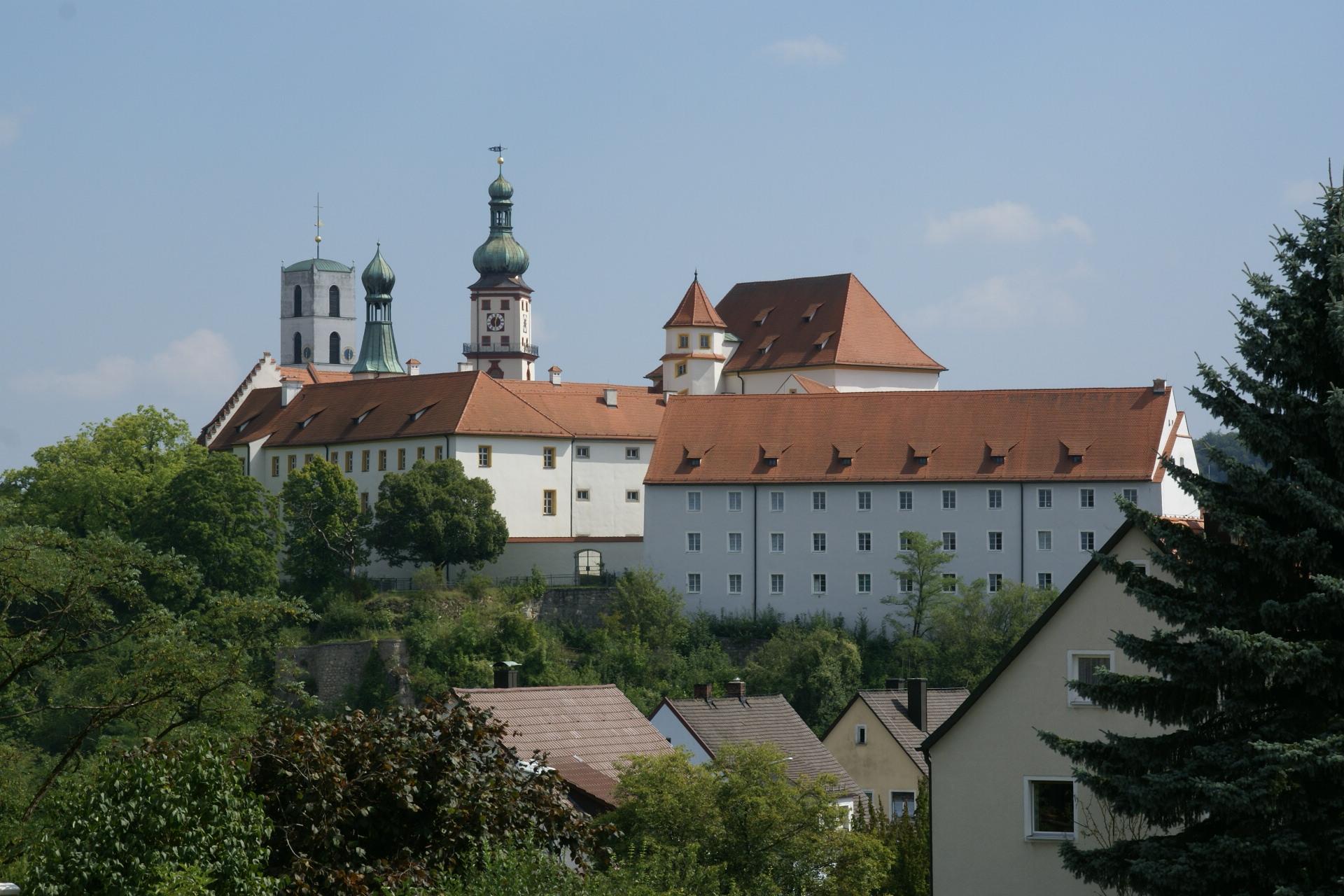
Burg Sulzbach

Die Grafen von Sulzbach waren ein Adelsgeschlecht aus dem Nordgau. Sie hatten ihren Stammsitz auf der Burg Sulzbach. Die Anfänge des Geschlechts gehen auf den Beginn des 11. Jahrhunderts zurück. Die Grafen von Sulzbach stiegen im 11. Jahrhundert zu einem der mächtigsten Adelsgeschlechter auf. 1188 starben sie im Mannesstamm aus.

## Der namensgebende Stammsitz
Der Legende nach verdankt die Stadt Sulzbach-Rosenberg ihre Gründung dem Beschluss des als ersten Grafen von Sulzbach bekannten Gebhard I., der nach einem Jagdunfall seinen Durst an einer der zahlreichen Quellen am Fuße des Schlossfelsens stillen konnte.
Wahrscheinlicher ist jedoch, dass ihm Kaiser Heinrich II. von den zerschlagenen Besitzungen derer von Schweinfurt Lehnsgüter und Allodialbesitz sowie ihre Hauptburg in Sulzbach zusprach. Im Falkensteiner Codex ist erwähnt, dass Gebhard I. von Sulzbach 400 Mansen an die Falkensteiner als Lehen übertrug.
Nach der Unterwerfung der Schweinfurter trat 1007 ein Berengar als Graf in Königsurkunden auf. Nach der Restitution des Heinrich von Schweinfurt musste Berengar seine Grafschaft im westlichen Nordgau wieder abgeben und erhielt dafür Bamberger Vogteigüter, um 1015 wurde er als Vasall von Bamberg genannt. Mitte des 11. Jahrhunderts trat Gebhard I. auf; unter ihm erhielt die Familie Besitzungen im südbaierischen Raum. Durch seine Heirat mit Irmgard von Rott, die in erster Ehe mit einem Sieghardinger verheiratet war, erhielten die Sulzbacher weitere Güter südlich der Donau. Aus dieser Ehe stammte der Sohn Berengar I. Ab 1100 kann von den Sulzbachern als einer Adelsfamilie mit einem ausgeprägten Geschlechterbewusstsein gesprochen werden, so besaßen sie als Grablege Kastl, die Burg Sulzbach wird ab 1104 so genannt und die Geschichte der Sulzbacher wird in der Kastler Reimchronik beschrieben.

## Aufstieg der Sulzbacher Grafen
Grundlage des Aufstiegs der Grafen von Sulzbach war die Ausübung der Vogtherrschaft über die reichen Güter, die am Beginn des 11. Jahrhunderts an das Hochstift Bamberg gelangt waren. Die Herrschaften blieben neben weiteren Erwerbungen bis zum Aussterben der Familie von entscheidender Bedeutung. Die Besitzungen in der heutigen Oberpfalz wurden, ausgehend von den Burgen Sulzbach, Flossenbürg und Parkstein erweitert; Schwerpunkte in Oberbayern um Bad Aibling, in Berchtesgaden und im angrenzenden Lungau wurden eingegliedert. Im Donauraum um Passau gelang Berengar I. der Erwerb neuer Besitzrechte, wie das Vogteirecht über das Kloster Niedernburg, durch die Heirat mit der Witwe Ulrichs von Passau Adelheid.

## Herausragende Familienmitglieder

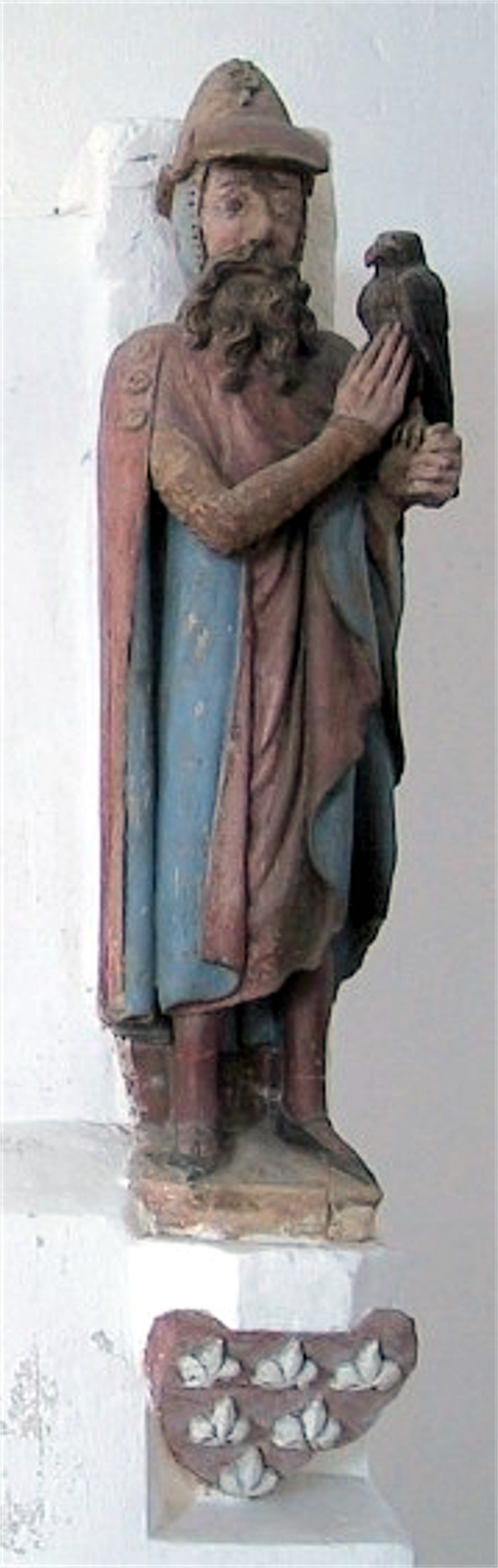
Berengar I., Kloster Kastl

Der Enkel von Gebhard I, Graf Berengar I. von Sulzbach, war maßgeblich am Sturz Kaiser Heinrichs IV. und der Einsetzung von dessen Sohn Heinrich V. beteiligt. Er war einer der wichtigsten Berater Heinrichs V. Vier seiner sechs Kinder gingen mit ihren Ehen höchst einflussreiche Verbindungen ein: Gebhard III. von Sulzbach war mit Mathilde, der Tochter des bayerischen Herzogs Heinrich IX. verheiratet, Gertrud von Sulzbach wurde als Gemahlin König Konrads III. deutsche Königin, Luitgart von Sulzbach war Herzogin von Niederlothringen und Bertha von Sulzbach wurde als Gemahlin von Manuel I. Komnenos Kaiserin von Ostrom (Byzantinisches Reich).
Als Anhänger und Teil der adligen Führungsgruppe eines sich über Bayern, Schwaben und Sachsen erstreckenden kirchlichen Reformkreises (siehe auch: Hirsauer Reform) gründete Berengar I. zudem unter anderem in Erfüllung der Gelübde seiner Mutter Irmgard von Rott und der ersten Ehefrau Adelheid von Lechsgemünd die Stifte Berchtesgaden und Baumburg sowie gemeinsam mit anderen das Kloster Kastl.

## Das Ende dieser Sulzbacher-Linie
Bereits 1188 erlosch mit dem Tod von Berengars Sohn Gebhard III. das Geschlecht derer von Sulzbach im Mannesstamm.
Ein Großteil der Besitzungen kam durch Verkauf an die Staufer unter Kaiser Friedrich I. Barbarossa. Die östlichen Besitzungen um die Burg Murach bis an die böhmische Grenze fielen mit der Heirat von Gebhards Tochter Elisabeth an Graf Rapoto I. aus dem Hause der Ortenburger.
Burg und Stadt Sulzbach gelangten über Sophie als Erbtochter von Gebhard III. an die Grafen von Grögling-Hirschberg. Von zweien ihrer Enkel ist bekannt, dass sie erneut den Titel Graf von Sulzbach führten. Am 4. März 1305 starb ihr Urenkel Gebhard VII. als letzter Graf von Hirschberg und es erlosch damit auch diese Linie. Im Oktober 1305 wurden nach einem Vergleich unter anderem die ehemals sulzbachischen Besitzungen den Wittelsbachern zugesprochen. Der Name Sulzbach schien erst wieder von 1569 bis 1808 in deren Seitenlinie der Pfalzgrafen und Herzöge von Pfalz-Sulzbach auf.

## Wappen
Den Grafen von Sulzbach werden zwei Versionen eines Wappen zugeordnet: zum einen jenes auf blauem Grund analog zur heutigen Gemeinde Kastl (Lauterachtal) und dem mit ihnen verwandten Adelsgeschlecht derer von Kastl, zum anderen jenes auf rotem Grund analog zum heutigen Stadtwappen von Sulzbach-Rosenberg, wie es auch im Kloster Kastl zu Füßen der Stifterfigur des Berengar I. von Sulzbach zu sehen ist. Beide Versionen sind nebeneinander auf dem ältesten Fassadenbild Berchtesgadens zu sehen und stammen aus der Zeit der Regentschaft des Propstes Bernhard II. Leoprechtinger (1446–1473) vermutlich aus dem Jahr 1458.
Die weißen Lilien der Sulzbacher befinden sich noch in weiteren Gemeindewappen des Landkreises Amberg-Sulzbach sowie auf blauem Grund im Gemeindewappen von Berchtesgaden, das wiederum dem Wappen der 1803 im Zuge der Säkularisation aufgelösten Fürstpropstei Berchtesgaden entspricht.

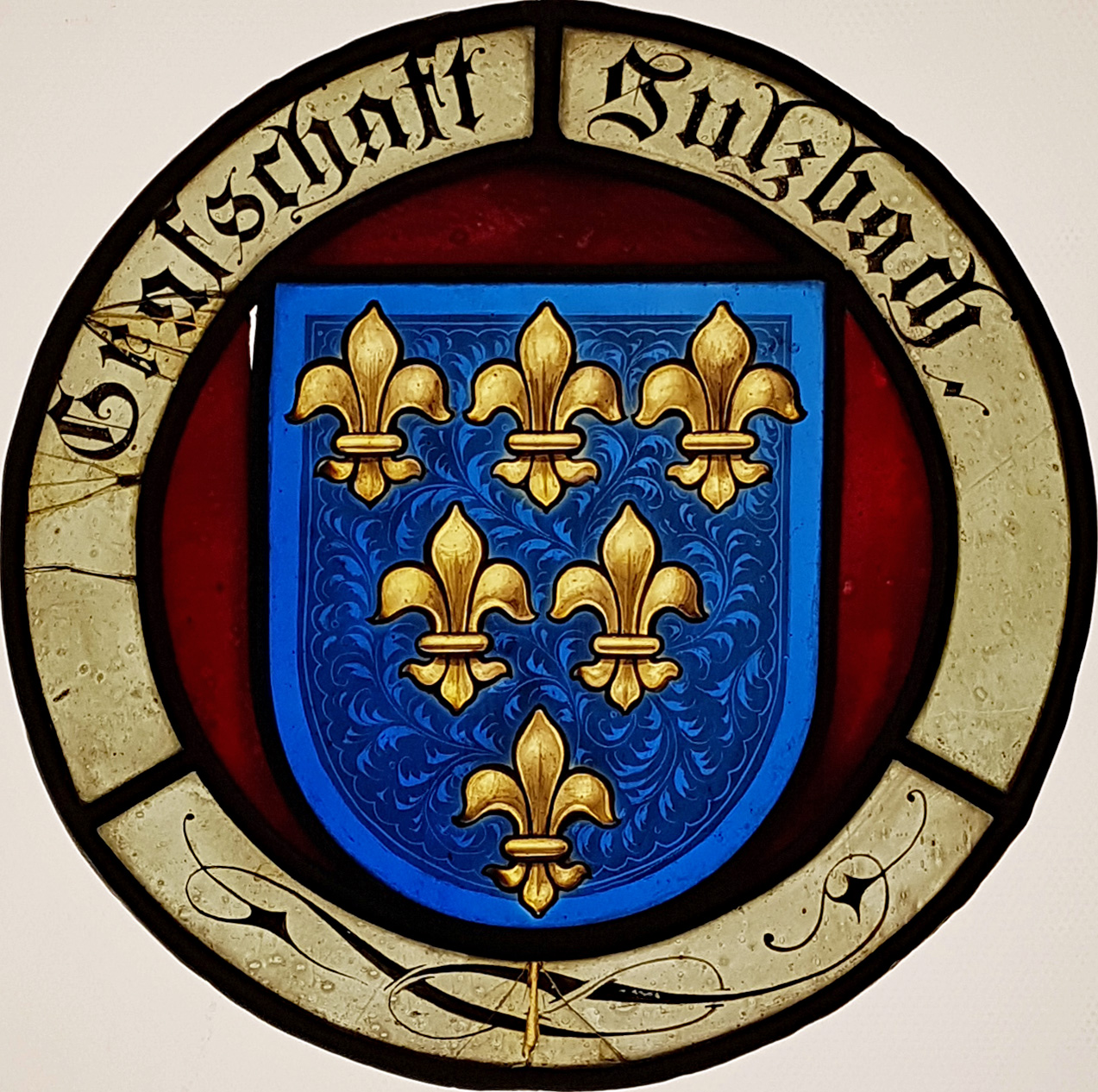
Als ehemaliges Wappenfenster im Pfarrhaus der Berchtesgadener Stiftskirche der Grafschaft Sulzbach zugeordnet
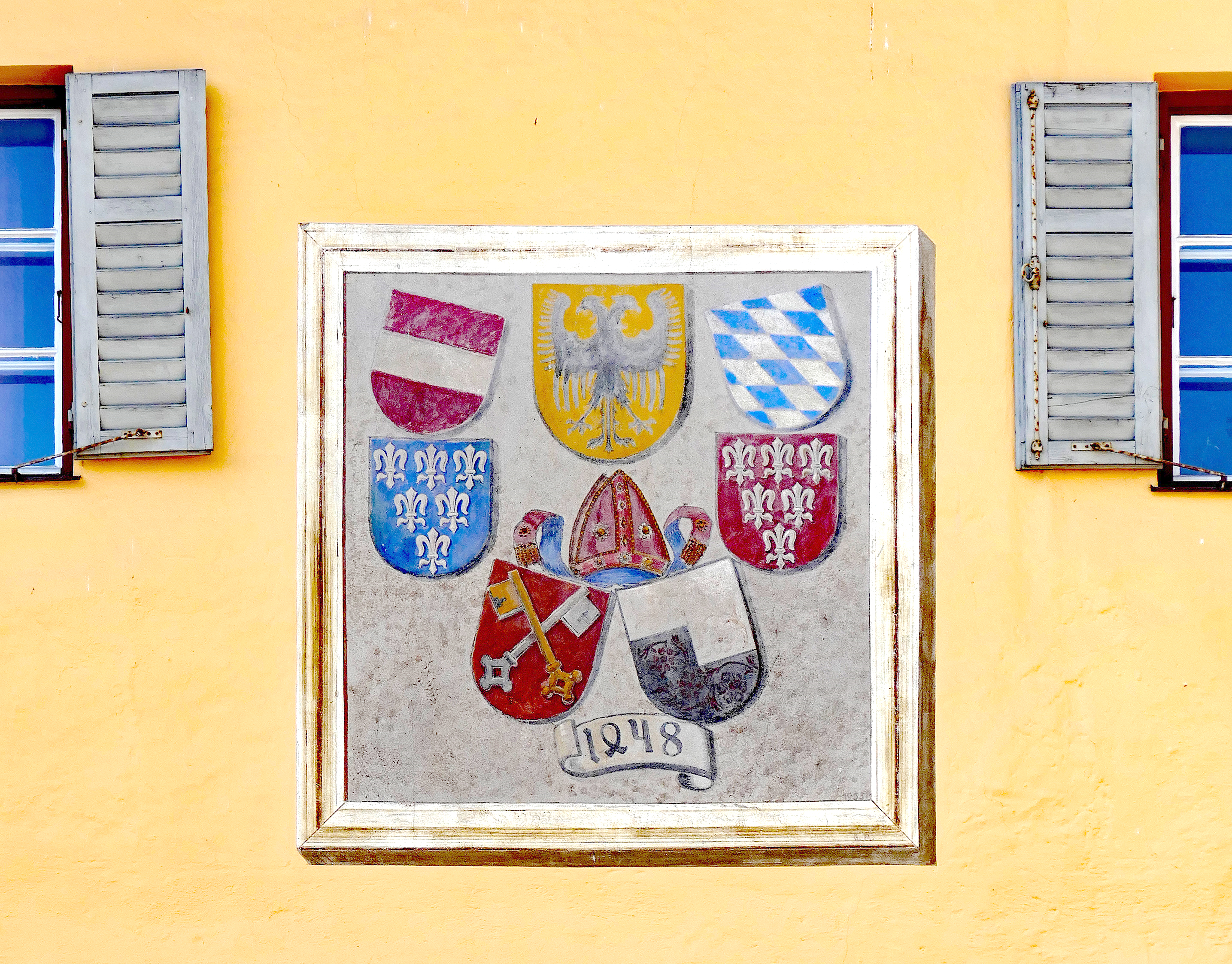
Fassadenbild in Berchtesgaden mit beiden Wappenversionen

## Grafen von Sulzbach
Über den Stammbaum der Sulzbacher Grafen gibt es nur in Teilen Einverständnis unter den Historikern. So scheint derzeit lediglich über den Begründer dieser Linie Gebhard I. (1030–um 1071) und seiner Nachkommen wie auch über die seiner Geschwister Richwara († um 1070) und Hermann I. († 27. Januar 1056) halbwegs Einigkeit zu herrschen. Doch die im Stammbaum von Heinz Dopsch ebenfalls aufgeführte Verbindung zu dem Herzog von Schwaben Hermann IV. († 28. Juli 1038) und Adelheid von Susa (1014/1020–1091) als deren Eltern hat Eduard Hlawitschka in einem Aufsatz von 2006 zurückgewiesen. Stattdessen schien laut Jürgen Dendorfer nach der Unterwerfung des Markgrafen Heinrich von Schweinfurt erstmals im Jahr 1007 in den Königsurkunden ein Graf mit dem Namen Berengar auf, der nach der Lage seines Besitzes als Vorfahr der Sulzbacher ausgewiesen wird. Er zitiert ferner Heinrich Wanderwitz, wonach dieser Berengar nach der Restitution des Schweinfurters seine Grafschaft im westlichen Nordgau wieder verlor und dafür Bamberger Vogteigüter auf dem Nordgau erhielt und laut einem Zitat nach Erich Freiherr von Guttenberg um 1015 als „Bamberger Vasall“ genannt wurde.

## Stammliste der Grafen von Sulzbach
Stammbaum und seine Zuordnungen in der Hauptsache nach Jürgen Dendorfer, ergänzt um Angaben nach Heinz Dopsch sowie vorhandenen Wikipedia-Artikeln – in Klammern und kursiv gesetzt ggf. alte Zählweise und Datumshinweise nach Heinz Dopsch:
- Berengar (um 1007)
  - Gebhard I. (II.) (1043/1071; † 1085), Graf von Sulzbach ⚭ Irmgard von Rott († 14. Juni 1101)
    - Adelheid († vor 1133) ⚭ Graf Sigiboto II. von Weyarn
    - Berengar I. (* vor 1080; † 3. Dezember 1125), Graf von Sulzbach, Stifter der Fürstpropstei Berchtesgaden und von Baumburg, Mitstifter des Klosters Kastl ⚭ nach Februar 1099 Adelheid von Frontenhausen († 1105), Witwe des Ulrich von Passau (1), ⚭ Adelheid von Wolfratshausen († 1126) (2)[13]
      - (2) Adelheid, Äbtissin von Kloster Niedernburg in Passau
      - (2) Gertrud (* um 1114; † 14. April 1146 in Hersfeld) ⚭  Konrad III., Römisch-deutscher König
        - Heinrich-Berengar, 1147 Mitkönig, gekrönt 1147
        - Friedrich IV. von Rothenburg (* 1144/1145; † 1167), 1152–1167 Herzog von Schwaben, erhält das Egerland; ⚭ 1166 Gertrud von Sachsen (* 1154; † 1197) (Welfen)

      - (2) Bertha  († 1158/1160) unter dem Namen Irene ⚭ in dessen 1. Ehe mit Manuel I. Komnenos, Kaiser von Byzanz
        - Maria „Porphyrogenita“ Komnene (* 1152; † Juli 1182), ⚭ Rainer von Montferrat (* um 1162; † August 1182), aus dem Haus der Markgrafen von Montferrat
        - Anna Komnene (* 1154, † 1158).[14]

      - (2) Luitgard (auch: Luitgardis; † nach 1163) ⚭ um 1139 Gottfried II. (* um 1110; † 13. Juni 1142), Graf von Löwen, Landgraf von Brabant, als Gottfried VII. auch Herzog von Niederlothringen und dadurch Markgraf von Antwerpen,(1) ⚭ um 1143 Hugo II., Graf von Dagsburg und Metz (2)
        - (1) Nachfahren Grafen von Löwen und Herzöge von Niederlothringen
        - (2) Als Nachfahren 1137/78 bezeugt: Etichonen

      - (2) Mathilde († 1165) ⚭ um 1139/40 Engelbert III. (* vor 1124; † 6. Oktober 1173), aus dem Hause der Spanheimer, Markgraf von Istrien, Markgraf von Tuscien, Graf von Kraiburg und Marquartstein)[15]
        - Kinderlos, Keine Nachfahren

      - (2) Gebhard II.  (III.) (* um 1114 † 28. Oktober 1188), Graf von Sulzbach; im staufischen Dienst, Rivale der Diepoldinger-Rapotonen auf dem Nordgau; Regensburger Domvogt, Vogt von Niedermünster sowie von Passau-Niedernburg, Erbe der Burg Warberg ⚭ 1129 Mathilde († 16. März 1183), Tochter von Heinrich IX. (auch: Heinrich der Schwarze) Herzog von Bayern
        - Berengar II. († 21. August 1167), Graf von Sulzbach 1156–1167
        - Adelheid ⚭ Dietrich IV. († 1172), Graf von Kleve
        - Sophie († 1228), Erbtochter von Gebhard III. ⚭ Gerhard I. von Grögling († 1170)
        - Elisabeth († 1206) ⚭ 1163 Graf Rapoto I. von Ortenburg († 26. August 1186), aus dem Hause der Spanheimer, Graf von Murach, Graf von Kraiburg und Marquartstein
        - Bertha († nach 1200) ⚭ 1173 Heinrich II. von Altendorf († 1194)[16]